# Легка атлетика на літніх Олімпійських іграх 2008 — естафетний біг 4×100 метрів (чоловіки)
Чоловіча естафета 4×100 метрів на Літніх Олімпійських іграх 2008 року проходила з 20 по 21 серпня на Пекінському національному стадіоні.

## Медалісти
| Золото                                                               | Срібло                                                                         | Бронза                                                               |
| Ямайка Неста Картер Майкл Фретер Усейн Болт Асафа Павелл Двайт Томас | Тринідад і Тобаго Кестон Бледмен Марк Бернз Еммануель Калландер Річард Томпсон | Японія Цукахара Наокі Суецуґу Сінґо Такахіра Сіндзі Асахара Нобухару |

## Рекорди
Дані наведено на початок Олімпійських ігор. 
| Світовий рекорд     | США Майкл Марш Лерой Баррелл Деннис Мітчелл Карл Льюїс | 37,40 | Барселона (Іспанія) | 8 серпня 1992 року |
| Олімпійський рекорд | США Майкл Марш Лерой Баррелл Деннис Мітчелл Карл Льюїс | 37,40 | Барселона (Іспанія) | 8 серпня 1992 року |

## Змагання
| - Q — кваліфікований за місцем у забігу - q — кваліфікований за часом | - WJR — світовий рекорд серед юніорів - AR — рекорд Африки - SB — найкращий результат у сезоні - PB — найкращий результат у кар'єрі | - NR — національний рекорд - DNF — не фінішував - DQ — дискваліфікований |

## Кваліфікація збірних
На Олімпіаду проходять 16 найкращих результатів збірних. Результатом вважається середнє з двох найкращих результатів.
| Місце  | Країна            | 2 Результати | 2 Результати | 1     | 2     |
| Місце  | Країна            | Всього       | Середнє      | 1     | 2     |
| ------ | ----------------- | ------------ | ------------ | ----- | ----- |
| 1      | США               | 75.88        | 37.94        | 37.78 | 38.10 |
| 2      | Ямайка            | 75.91        | 37.96        | 37.89 | 38.02 |
| 3      | Велика Британія   | 76.20        | 38.10        | 37.90 | 38.30 |
| 4      | Японія            | 76.24        | 38.12        | 38.03 | 38.21 |
| 5      | Бразилія          | 76.26        | 38.13        | 37.99 | 38.27 |
| 6      | Німеччина         | 77.12        | 38.56        | 38.56 | 38.56 |
| 7      | Франція           | 77.18        | 38.59        | 38.40 | 38.78 |
| 8      | Польща            | 77.23        | 38.62        | 38.61 | 38.62 |
| 9      | Нігерія           | 77.34        | 38.67        | 38.43 | 38.91 |
| 10     | Канада            | 77.53        | 38.77        | 38.72 | 38.81 |
| 11     | Італія            | 77.56        | 38.78        | 38.54 | 39.02 |
| 12     | Тринідад і Тобаго | 77.56        | 38.78        | 38.54 | 39.02 |
| 13     | ПАР               | 77.80        | 38.90        | 38.75 | 39.05 |
|        | Австралія         | 77.82        | 38.91        | 38.73 | 39.09 |
| 14     | КНР               | 77.85        | 38.93        | 38.81 | 39.04 |
| 15     | Таїланд           | 77.89        | 38.95        | 38.94 | 38.95 |
| 16     | Нідерланди        | 77.95        | 38.98        | 38.92 | 39.03 |
| Резерв |                   |              |              |       |       |
| 17     | Швейцарія         | 78.01        | 39.01        | 38.99 | 39.02 |
| 18     | Гана              | 78.08        | 39.04        | 38.91 | 39.17 |
| 19     | Росія             | 78.45        | 39.23        | 39.08 | 39.37 |

## Результати
- Q Пройшов у наступний раунд за місцем
- q Пройшов у наступний раунд за часом

### Півфінали
Півфінал 1
| Лінія | Країна            | Час   | Результат |
| ----- | ----------------- | ----- | --------- |
| 8     | Тринідад і Тобаго | 38.26 | Q         |
| 4     | Японія            | 38.52 | Q, SB     |
| 3     | Нідерланди        | 38.87 | Q, SB     |
| 2     | Бразилія          | 39.01 | Q         |
| 6     | Нігерія           | DNF   |           |
| 9     | Польща            | DNF   |           |
| 5     | ПАР               | DNF   |           |
| 7     | США               | DNF   |           |

Півфінал 2
| Лінія | Країна          | Час   | Результат |
| ----- | --------------- | ----- | --------- |
| 6     | Ямайка          | 38.31 | Q, SB     |
| 2     | Канада          | 38.77 | Q         |
| 3     | Німеччина       | 38.93 | Q         |
| 9     | КНР             | 39.13 | Q         |
| 7     | Таїланд         | 39.40 |           |
| 4     | Франція         | 39.53 |           |
| 5     | Велика Британія | DSQ   |           |
| 8     | Італія          | DSQ   |           |

### Фінал
| Місце | Доріжка | Країна            | Участнкі                                                                                              | Час   | Результат |
| ----- | ------- | ----------------- | --- | ----- | --------- |
| 1     | 5       | Ямайка            | Неста Картер, Майкл Фретер, Усейн Болт, Асафа Павелл Двайт Томас — брав участь у попередньому забігу. | 37.10 | WR        |
| 2     | 4       | Тринідад і Тобаго | Кестон Бледмен, Марк Бернз, Еммануель Калландер, Річард Томпсон                                       | 38.06 |           |
| 3     | 7       | Японія            | Цукахара Наокі, Суецуґу Сінґо, Такахіра Сіндзі, Асахара Нобухару                                      | 38.15 | SB        |
| 4     | 3       | Бразилія          | Вінсент Ліма, Сандро Віана, Бруно де Барош, Жозе Карлос Морейра                                       | 38.24 | SB        |
| 5     | 9       | Німеччина         | Тобіас Унгер, Тілл Хелмке, Олександр Косенков, Мартін Келлер                                          | 38.58 |           |
| 6     | 6       | Канада            | Хенк Палмер, Енсон Анрі, Джаред Коннагхтон, Бенкет Браун                                              | 38.66 | SB        |
| 7     | 8       | Нідерланди        | Мартін Хайсу, Гус Хугмоен, Патрік ван Луїжк, Каімін Дуглас                                            | 45.81 |           |
| 99 !  | 2       | КНР               | Вен Юнгуй, Занг Пейменг, Лю Бін, Ху Кай                                                               | DSQ   |           |